# Cysatus (cráter)
Cysatus es un cráter de impacto que se encuentra en la parte sur de la cara visible de la Luna. Está unido al borde noreste del cráter Gruemberger de mucho mayor tamaño, invadiendo ligeramente el interior de esta formación. Al sur se halla el también más grande Moretus, y al este se localiza Curtius. Estos cráteres aparecen escorzados cuando se observan desde la Tierra debido a su ubicación hacia el sur.
|  |

Este cráter circular es un poco inusual por su falta de elementos relevantes. No muestra cráteres notables a lo largo de su borde o en su interior, plano y nivelado. Las paredes interiores están desprovistas de terrazas, descendiendo uniformemente hasta la plataforma del cráter, aunque la pared interior es más delgada hacia el noreste que en otros lugares.

## Cráteres satélite
Por convención estos elementos son identificados en los mapas lunares poniendo la letra en el lado del punto medio del cráter que está más cerca de Cysatus.
|         | \| Cysatus \| Coordenadas \| Diámetro \| \| ------- \| ---------------------------- \| -------- \| \| A \| 64°12′S 0°48′O / -64.2, -0.8 \| 14 km \| \| B \| 65°42′S 1°48′O / -65.7, -1.8 \| 8 km \| \| C \| 63°48′S 0°36′E / -63.8, 0.6 \| 27 km \| \| D \| 65°00′S 6°00′O / -65.0, -6.0 \| 5 km \| \| E \| 66°42′S 1°18′O / -66.7, -1.3 \| 48 km \| \| F \| 63°54′S 3°30′O / -63.9, -3.5 \| 5 km \| \| G \| 65°48′S 0°18′O / -65.8, -0.3 \| 6 km \| \| H \| 66°48′S 0°00′E / -66.8, 0.0 \| 8 km \| \| J \| 63°00′S 0°48′E / -63.0, 0.8 \| 10 km \| |          |
| Cysatus | Coordenadas | Diámetro |
| A       | 64°12′S 0°48′O / -64.2, -0.8 | 14 km    |
| B       | 65°42′S 1°48′O / -65.7, -1.8 | 8 km     |
| C       | 63°48′S 0°36′E / -63.8, 0.6 | 27 km    |
| D       | 65°00′S 6°00′O / -65.0, -6.0 | 5 km     |
| E       | 66°42′S 1°18′O / -66.7, -1.3 | 48 km    |
| F       | 63°54′S 3°30′O / -63.9, -3.5 | 5 km     |
| G       | 65°48′S 0°18′O / -65.8, -0.3 | 6 km     |
| H       | 66°48′S 0°00′E / -66.8, 0.0 | 8 km     |
| J       | 63°00′S 0°48′E / -63.0, 0.8 | 10 km    |